# Caritón el Confesor
Caritón el Confesor (griego: Χαρίτων; mediados del siglo III, Iconio (Asia Menor) - c. 350, desierto de Judea) fue un monje cristiano primitivo. Es venerado como santo tanto por la Iglesia occidental como por la oriental. Se le recuerda el 28 de septiembre.

## Historia
El monacato primitivo tuvo lugar en Oriente, principalmente, en Egipto y Palestina. En la segunda mitad del siglo III, empiezan a aparecer los ermitaños en Egipto, encabezados por Pablo de la Tebaida. Pero el fundador del movimiento eremítico en sí, fue Antonio Abad (fallecido en 356) que pasó muchos años ayudando a otros ermitaños, que imitaron su modo de vida, a encaminar su vida espiritual en el desierto. Pacomio (fallecido en 347) fue el fundador del monacato cenobítico cristiano, organizando un monasterio de vida comunitaria como tal.
También, a principios del siglo IV empezó a florecer el fenómeno eremítico en el desierto del Neguev, muchos formados en la idea de Antonio Abad, como Hilarión, que fue su pionero. Al tiempo, se daba el mismo fenómeno en el desierto de Judea, aunque ya con la mayor influencia de Siria y Asia Menor. Su iniciador fue Caritón. 

## Biografía

### Primeros años
Caritón era natural de Iconio, en la provincia bizantina de Licaonia (Asia Menor). Bajo el reinado del emperador Aureliano (270-275) fue torturado y estuvo a punto de convertirse en mártir durante una persecución contra los cristianos. Liberado de la prisión tras la muerte de Aureliano, lamentó no haber muerto como mártir.

### Farán, cerca de Jerusalén
Tras su liberación en 275, durante una peregrinación a Jerusalén y otros lugares santos, Caritón fue secuestrado por bandidos y llevado a una cueva en el valle de Farán (alto Uadi Qelt). El relato tradicional afirma que sus raptores murieron al beber vino envenenado por una serpiente. Caritón decidió permanecer como ermitaño en la cueva tras esta muerte milagrosa de sus secuestradores. Allí construyó una iglesia y estableció un monasterio, el primero del tipo laura.

### Douka, cerca de Jericó
Más tarde se trasladó al Monte de la Tentación, cerca de Jericó, donde estableció la laura de Douka sobre las ruinas de la fortaleza asmonea y herodiana de Dok.

### Souka (Antigua laura de Tekoa)

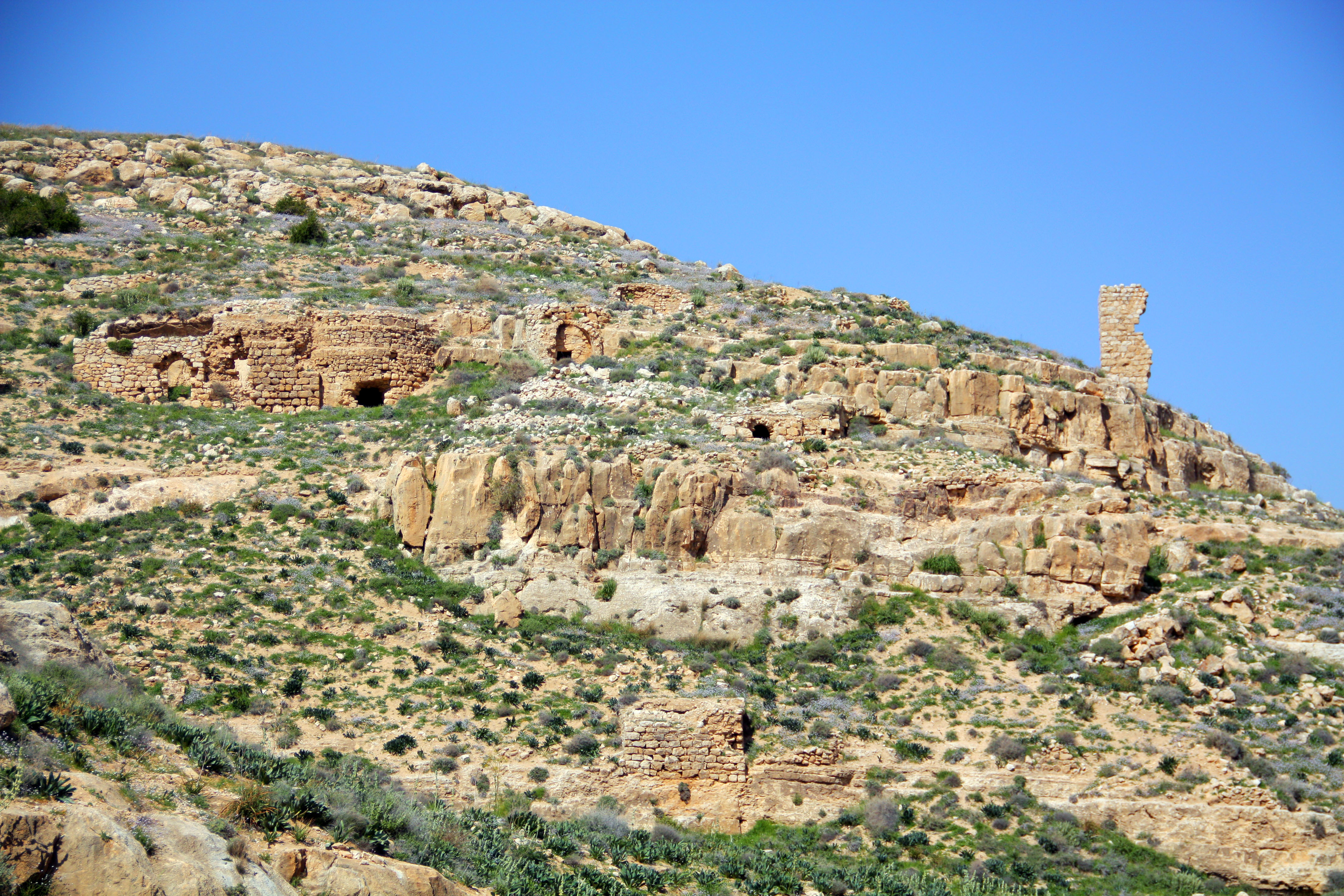
Restos de Souka, Palestina.

Después se trasladó para establecer un tercer monasterio en el valle de Tekoa, llamado Souka y más tarde conocido como la Antigua laura, hoy popularmente conocida como monasterio de Caritón. El valle es un uadi que más tarde lleva el nombre árabe de Uadi Jureitun.
En los tres lugares, su fama hizo que los cristianos acudieran en masa a aprender de él, lo que perturbó su soledad, razón por la que se trasladó en repetidas ocasiones. En Souka, se trasladó finalmente a una cueva en un precipicio cerca del centro de la laura, conocida como la "Cueva colgante de Caritón" y cuyos restos han sido descubiertos por el arqueólogo israelí Yizhar Hirschfeld.

## Legado
La importancia de Caritón radica principalmente en que estableció con su propio ejemplo las reglas de la vida monástica en el desierto de Judea, en el contexto de los monasterios de tipo laura. Estas reglas se convirtieron en las principales características de la regla monástica en todas partes, basada en el ascetismo y la soledad: vivía en silencio, solo comía ciertos tipos de alimentos y solo después de la puesta del sol, realizaba trabajos manuales, pasaba la noche alternando el sueño y la salmodia, rezaba a horas fijas, permanecía en su celda y controlaba sus pensamientos.
Según la tradición, fue él quien compiló el "Oficio de la tonsura monástica".